# Стоп-слово (секс)

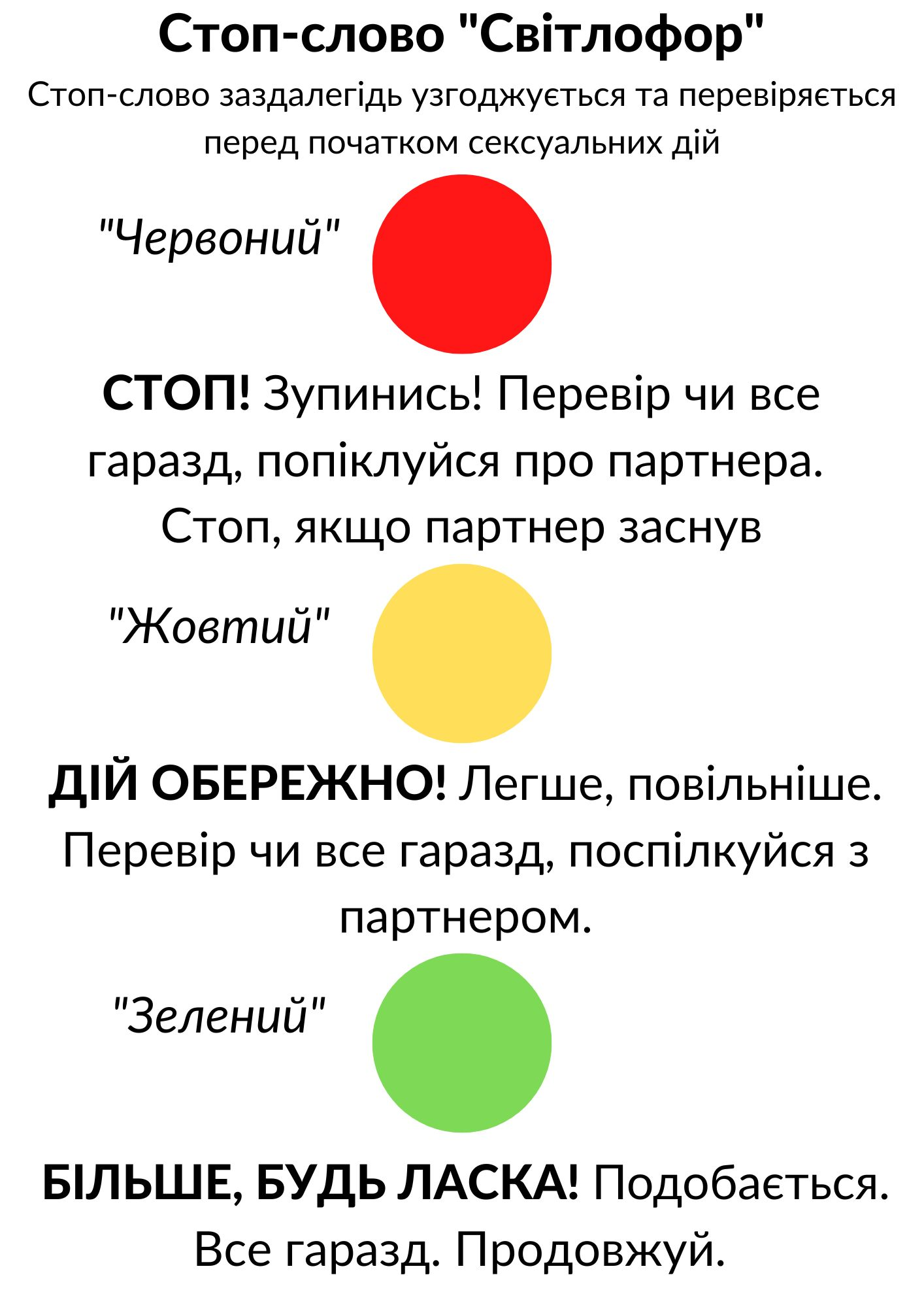
Стоп-слово за системою «Світлофор»

Стоп-слово (англ. safeword, укр. безпечне слово) використовується під час сексу, у БДСМ та рольових іграх — спеціальне слово, серія кодових слів або інший сигнал, який використовує особа для передачі свого фізичного чи емоційного стану, як правило, коли наближається або перетинає фізичну, емоційну чи моральну межу. Деякі стоп-слова використовуються, щоб повністю припинити акт, гру або сцену, тоді як інші можуть висловити готовність продовжити, але зі зниженим рівнем інтенсивності.
Стоп-слово попередньо узгоджується між усіма учасниками перед початком сексу, гри або сцени, або організованих БДСМ-груп, також мають стандартні стоп-слова, які всі учасники погоджуються використовувати, щоб уникнути плутанини під час організованих ігрових заходів. Найпоширенішою системою безпечних слів є система «світлофор», у якій «червоний» означає «стоп», «жовтий» означає «дій обережно», а «зелений» означає «більше, будь ласка!»
Ті, хто практикує більш вільну філософію «консенсусного кінку з усвідомленням ризику», можуть відмовитися від використання стоп-слів, особливо ті, хто практикують «гру на межі» або екстремальні форми домінування та підкорення . У таких випадках вибір відмовитися від використання стоп-слова є узгодженою з боку підкореного (англ. submissive). Деякі пари також можуть відчувати, що стоп-слова їм не потрібні, залежно від практик, які застосовуються.